# جوزيف إل. بريستو
جوزيف إل. بريستو هو سياسي أمريكي، ولد في 22 يوليو 1861 في Hazel Green, Kentucky ‏ في الولايات المتحدة، وتوفي في 14 يوليو 1944 في فيرفاكس في الولايات المتحدة. نشط حزبياً في الحزب الجمهوري.

## مناصب
- انتخب عضو مجلس الشيوخ الأمريكي [الإنجليزية]‏ عن دائرة مقعد كانساس من الدرجة الثالثة في مجلس الشيوخ الأمريكي ‏ وقد انضم خلال فترته النيابية [الإنجليزية]‏ (4 مارس 1913 – 4 مارس 1915) للكتلة البرلمانية الحزب الجمهوري.
- انتخب عضو مجلس الشيوخ الأمريكي [الإنجليزية]‏ عن دائرة مقعد كانساس من الدرجة الثالثة في مجلس الشيوخ الأمريكي ‏ وقد انضم خلال فترته النيابية [الإنجليزية]‏ (4 مارس 1911 – 4 مارس 1913) للكتلة البرلمانية الحزب الجمهوري.
- انتخب عضو مجلس الشيوخ الأمريكي [الإنجليزية]‏ عن دائرة مقعد كانساس من الدرجة الثالثة في مجلس الشيوخ الأمريكي ‏ وقد انضم خلال فترته النيابية [الإنجليزية]‏ (4 مارس 1909 – 4 مارس 1911) للكتلة البرلمانية الحزب الجمهوري.
- انتخب عضو مجلس الشيوخ الأمريكي [الإنجليزية]‏.

## وصلات خارجية
- جوزيف إل. بريستو على موقع إن إن دي بي (الإنجليزية)